# Обратно завинтване
„Обратно завинтване“ (на английски: The Turn of the Screw) е американски телевизионен филм, създаден през 1959 година от телевизия Ен Би Си, като част от поредицата Звездно време.

## Сюжет
Една гувернантка, която е назначена да се грижи за две малки деца, започва да вижда призрака на мъртвата си предшественичка.

## В ролите
- Ингрид Бергман като Гувернантката
- Изобел Елсом като Мисис Грос
- Лоринда Барет като Мис Джесъл
- Хейуард Морз като Майлс
- Пол Стивънс като Питър Куинт
- Александра Уагър като Флора[2]